# Erwin Kröner
Erwin Johann Eduard Kröner (* 28. Januar 1889 in Düsseldorf; † 23. Oktober 1963 ebenda) war ein deutscher Landschafts-, Figuren- und Blumenmaler der Düsseldorfer Schule.

## Leben

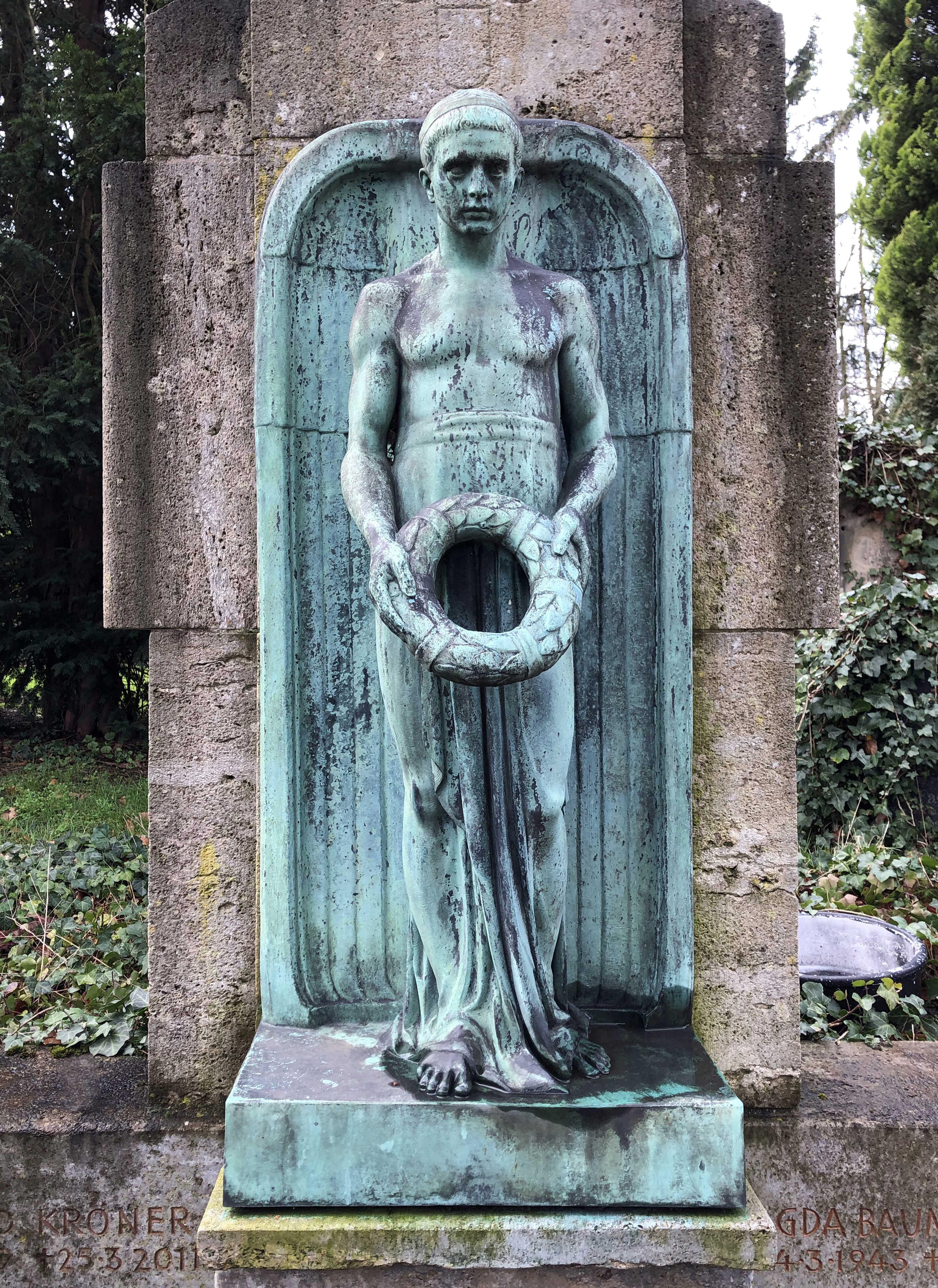
Grabstätte der Familie Kröner auf dem Düsseldorfer Nordfriedhof, Bronzeskulptur von Josef Körschgen, 1914

Erwin Kröner war einer von zwei Söhnen des Düsseldorfer Jagdmalers Christian Kröner und dessen Ehefrau, der Landschafts- und Blumenmalerin Magda Kröner. In den Jahren von 1906 bis 1918 besuchte er die Kunstakademie Düsseldorf. Dort waren Ludwig Keller, Peter Janssen der Ältere, Willy Spatz, Adolf Münzer und Eduard von Gebhardt seine Lehrer. Von 1915 bis 1918 war er Meisterschüler von Spatz. Kröner lebte als freischaffender Maler in seiner Vaterstadt.
1912 bereiste er den Kaukasus, den Süden Russlands und die Türkei, 1924 den Balkan, Griechenland und Süditalien, 1926 Jugoslawien, später Nordafrika und die Sahara. 1918 nahm er an der Großen Berliner Kunstausstellung in Düsseldorf teil. Auf Düsseldorfer Ausstellungen war er ferner 1916, 1920 und 1922 vertreten.
Seine letzte Ruhestätte fand Erwin Kröner, der 1963 im Alter von 74 Jahren verstarb, im Familiengrab auf dem Nordfriedhof Düsseldorf.